# 石濱哲信
石濱 哲信（いしはま てつのぶ 1951年5月9日 - ）は、日本の自衛官、政治活動家。

## 概要
茨城県下妻市で生まれる。父は鹿児島県出身の近衛士官。茨城県立下妻第一高等学校卒業。高校卒業後は航空学生となる。対潜哨戒機の機長となる。1992年に民間企業に入社。2004年に退社して自営業を始める。2019年に一般社団法人日本安全対策推進機構の代表理事に就任。2019年10月17日に日防隊を結成して初代代表になる。
2021年には日本保守党を設立する。この日本保守党は2023年に百田尚樹が設立した日本保守党より以前から存在する政党であった。石濱は立ち上げた日本保守党を休眠団体にしておらず、石濱自らが党首として結党時から政治活動を行ってきており、その中にはつばさの党の黒川敦彦との連携もある。石濱は百田の日本保守党を理念は異なるとして、後から結党しているのに商標登録をしていることを批判する。だが石濱の日本保守党が選挙活動を始めたのは百田の日本保守党よりも遅い。
2021年7月31日に開催された藤村晃子の講演会で登壇する。そこでは、このまま行けば日本は中華人民共和国に占領される。ワクチンは自衛隊や警察の力を弱らせている。台湾有事で日本が参戦すれば、中国は最終兵器を使ってでも日本を攻撃するなどと語られた。
ウォー・ギルト・インフォメーション・プログラムは日本が二度と強い国家にならないために精密に作られたものであるとする。ウォー・ギルト・インフォメーション・プログラムの淵源は明治時代の日本の立ち位置にあるとする。この時代の西洋の人々が東洋の植民地を進める中で日本をどのように利用してきたかにあるとする。その中にあるのが廃仏毀釈であるとする。西洋の人々は廃仏毀釈で、それまでの伝統的な八百万の神を中心とした天皇のもとに仏教という新たな統治の原理や哲学を取り入れて作り上げてきた国家を破壊したとする。廃仏毀釈で仏教に対する信仰心を失わせて、一神教と同じように天皇を祭り上げていろいろなことをしてきたとする。西洋の人々によって、それまでの日本は世界一金を持っており約17万トンあったのが、10年ほどで全てロンドンに持って行かれ、それの手助けをしていたのが長州五傑であるとする。これによってシティ・オブ・ロンドンができたと西鋭夫が言っているとする。
世界は2015年より第三次世界大戦に本格的に入っているとしており、その大きな役割をしているのが中華人民共和国であるとする。中国によって超限戦が行われているとしている。中国は日本の土地は欲しいと思っているものの、日本人は要らないと思っているとする。ここで日本がTPPを導入したことは、日本を不利にしたとする。森友学園問題で騒がれている時期に種子法が撤回されたというのは、グローバル起業にただで権益を渡したことであるとする。種苗法が改正されたことも日本の財産が失われたことであるとする。一番大きな損失は郵便貯金で、これは370兆ほどの資金の全てがゴールドマン・サックス系に移ろうとしているとする。デジタル庁ができたことも日本が侵略されていることであるとする。自民党も公明党も日本維新の会も都民ファーストの会も売国奴の人々であるとする。
アメリカ合衆国というのは、独立した当初は理想のキリスト教国家を建国しようとしていたものの、最初からユダヤ金融系資本が入り込んでいてこのようになっているとする。イスラエルによるパレスチナ人虐殺が行われていることを南アフリカ共和国が国際司法裁判所に提訴したのだが、アメリカ合衆国は何もしていないとする。イスラエルのバックはアメリカ合衆国とする。1960年の日米安全保障条約での日米地位協定に基づく日米合同委員会で戦後の日本の政治は全て決められてきたとする。ハリー・S・トルーマンはサルである日本人をいたぶって薬漬けにして儲けて殺すのが戦勝国の特権であると発言したが、これは善良なアメリカ人の発言ではないとする。
2024年には『大惨事世界大変』という書籍を著す。2023年10月に東京神楽坂で行われた勉強会での音源が文字化された書籍。
第27回参議院議員通常選挙では選挙演説を行う。埼玉選挙区で演説を行い、そこでクルド人は犯罪を繰り返しても野放し状態であるということを訴える。これに対してヘイトスピーチであると非難した人を指さして、こういう人が無法状態を呼び込もうとしていると発言した。抗議する人のことを日本人ではなく朝鮮人として、朝鮮に帰っていただきたいと発言した。東京新聞の記者が演説の終了後に外国人を批判する根拠を尋ねても、在日朝鮮人は朝鮮に帰れとしか答えなかった。